# Ahmed López
Ahmed López Naranjo (* 11. November 1984 in La Lisa, Havanna) ist ein ehemaliger kubanischer Bahnradsportler.
2002 belegte Ahmed López bei den UCI-Bahn-Weltmeisterschaften der Junioren in Melbourne Rang drei beim 1000-Meter-Zeitfahren. Am 11. August 2002 stellte er im chinesischen Kunming in dieser Disziplin mit 1:01,376 Minuten einen Junioren-Weltrekord auf, der bis heute (Februar 2014) Bestand hat.
Ab 2003 startete López in der Elite-Klasse. Bei den Panamerikanischen Spielen im selben Jahr errang er die Goldmedaille im 1000-Meter-Zeitfahren. 2005 wurde er Panamerika-Meister im Teamsprint, gemeinsam mit
Julio Cesar Herrera und Reiner Cartaya. 2006 belegte er bei den Zentralamerika- und Karibikspielen in Cartagena Rang zwei im Sprint. Bei den Panamerikanischen Radsportmeisterschaften 2007 errang er jeweils den Titel im Zeitfahren sowie im Teamsprint (mit Herrera und Yosmani Pol).
2004 startete Ahmed López bei den Olympischen Spielen in Athen und belegte im Zeitfahren Platz neun sowie Platz zehn im Teamsprint (mit Cartaya und Herrera).
2009 setzte sich López gemeinsam mit Yosmani Pol und der Junioren-Radsportlerin Odaimis Álvarez, die just zwei Goldmedaillen errungen hatte, anlässlich der panamerikanischen Meisterschaften in Mexiko in die USA ab. 2010 wurde er Sprint-Meister von Florida, wo er heute lebt.